# Gryllacris equalis
Gryllacris equalis är en insektsart som först beskrevs av Walker, F. 1859.  Gryllacris equalis ingår i släktet Gryllacris och familjen Gryllacrididae. Inga underarter finns listade i Catalogue of Life.